# 田園調布警察署
田園調布警察署（でんえんちょうふけいさつしょ）は、警視庁が管轄する警察署の一つである。

## 概要
警視庁第二方面に属する。署員数約260名、識別章所属表示はNF。車両の対空標示は「園」。

## 所在地
- 東京都大田区田園調布一丁目1番8号
最寄駅：東急電鉄池上線 雪が谷大塚駅

## 管轄区域
大田区
- 田園調布一・二・三・四・五丁目（全域）
- 田園調布本町（全域）
- 田園調布南（全域）
- 鵜の木一・二・三丁目（全域）
- 久が原一丁目の一部（1番から10番、11番の一部、12番・13番。それ以外の地域は池上警察署の管轄）
- 南久が原二丁目（一丁目は池上警察署の管轄）
- 仲池上一丁目、二丁目の一部（1番から16番、20番から28番。それ以外の地域は池上警察署の管轄）
- 東嶺町（全域）
- 西嶺町（全域）
- 北嶺町（全域）
- 雪谷大塚町（全域）
- 東雪谷一・二・三・四・五丁目（全域）
- 南雪谷一・二・三・四・五丁目（全域）
- 上池台一・二・三・四・五丁目（全域）
- 南千束一・二・三丁目（全域）
- 北千束一・二・三丁目（全域）
- 石川町一丁目、二丁目（22番：東玉川小学校の敷地を除く。二丁目22番は玉川警察署の管轄）

目黒区
- 大岡山二丁目の一部（10番の一部、11番・12番。それ以外の地域は碑文谷警察署の管轄）

## 沿革
- 1935年（昭和10年）：東調布警察署として開設。大森警察署より分離開設。
- 1987年（昭和62年）：田園調布警察署と改称。
- 2007年（平成19年）4月1日：南千束交番が地域安全センターに、沼部交番が自治体管理施設に変更された。

## 組織
- 警務課
- 交通課
- 警備課
- 地域課
- 刑事組織犯罪対策課
- 生活安全課

## 交番
- 洗足池交番（大田区南千束二丁目1番5号）
- 大岡山駅前交番（大田区北千束三丁目27番1号）
- 田園調布駅前交番（大田区田園調布二丁目62番3号）
- 石川台交番（大田区東雪谷二丁目8番6号）
- 鵜の木駅前交番（大田区鵜の木一丁目16番21号）
- 道々橋交番（大田区仲池上一丁目24番1号）
- 丸子橋交番（大田区田園調布一丁目54番2号）

## 駐在所
- 嶺駐在所（大田区北嶺町34番24号）
- 多摩川台駐在所（大田区田園調布四丁目17番17号）
- 中谷駐在所（大田区上池台五丁目31番20号）
- 小池駐在所（大田区上池台一丁目53番10号）

## 地域安全センター
- 南千束地域安全センター（大田区上池台一丁目6番1号）

## 自治体管理施設
- 田園調布南町会ふれあい安心センター（大田区田園調布南23番15号） - 沼部交番を自治体管理により地域防犯に活用。

## 出来事
- 2013年11月22日、警視庁は、放置自転車を使い自転車盗摘発の罠にしていたとして、田園調布署地域課の巡査部長を懲戒処分、部下4人を訓戒処分とした。5人の内4人を占有離脱物横領の容疑で書類送検した。巡査部長は依願退職した。同年4月から5月、放置自転車を交番に持ち帰り、繁華街や住宅街に置き、持ち去る者がいないか見張っていた。「摘発件数が低調だったため、何とか犯人を捕まえたかった」と供述している。[1]
- 2016年7月、警視庁は、田園調布署地域課の警部補2人が拳銃自殺をした問題で、元上司を訓戒処分とした。元上司は依願退職した。2015年10月5日、地域課の警部補（29歳）が署内のトイレ個室内で拳銃自殺をした。2016年2月21日には、同じ個室内で地域課の警部補（53歳）が拳銃自殺をした。2人の書き置きには同じ上司の名前が記されていた。調査の結果「パワハラはなかった」としたが「言動に問題があった」として訓戒処分とした。[2]